# Comment trouvez-vous ma sœur ?
Pour plus de détails, voir Fiche technique et Distribution.
Comment trouvez-vous ma sœur ? est un film français réalisé par Michel Boisrond et sorti en 1964. C'est aussi le titre d'une chanson de Serge Gainsbourg extraite du film.

## Synopsis
La grande sœur d'un élève qui risque de se faire renvoyer de l'école se fait passer pour sa mère auprès du professeur, mais elle est démasquée, et en tombe amoureuse.

## Fiche technique
Sauf indication contraire, les informations mentionnées dans cette section peuvent être confirmées par la base de données cinématographiques Unifrance,  présente dans la section « Liens externes ».
- Titre original : Comment trouvez-vous ma sœur ?
- Réalisation : Michel Boisrond
- Scénario et dialogues : Annette Wademant
- Société de production :  Mannic Films
- Photographie : Jean-Louis Picavet
- Montage : Jean Mandariva
- Décors : Jean Mandaroux
- Maquillage : Georges Bouban
- Musique : Serge Gainsbourg
- Pays de production : 100 %  France
- Langue de tournage : Français
- Format : Noir et blanc - Son mono - 35 mm
- Durée : 86 minutes (1h26)
- Genre : Comédie
- Date de sortie : 
  - France : 4 mars 1964

## Distribution
- France Anglade : Cécile
- Jacqueline Maillan : Charlotte Varangeot
- Claude Rich : François Lorin
- Michel Serrault : Varangeot
- Dany Robin : Martine Jolivet
- Jacques Charon : Jolivet
- Eddie Constantine : lui-même
- Léonce Corne

## Tournage
Le tournage s'est déroulé du 12 juin au 27 juillet 1963. La chanson titre du film est écrite par Serge Gainsbourg, et sort en 45 tours en février 1964 chez Philips.